# 戴國瀾
戴國瀾（英語：Gourangalal Das，1975年9月9日—），印度外交官，曾任印度台北協會會長。

## 經歷
戴國瀾出身印度阿薩姆邦巴尔佩塔。
戴國瀾畢業於聖史蒂芬學院，獲得經濟學學位，并在德里經濟學院获得經濟學碩士學位。他於美國明德大學蒙特雷國際研究學院取得中文翻譯和口譯碩士學位，能說得一口流利的中文。
1999年，戴國瀾加入印度外交體系，曾派駐北京、舊金山及華盛頓。曾任印度駐華盛頓特區大使館參事。曼莫汉·辛格任总理期间，戴国澜曾任总理办公室负责对外事务的副秘书。2020年7月至2023年7月間擔任印度台北協會會長。後任印度外交部東亞司聯祕。